# Lina Axelsson Kihlblom
Lina Marjatta Axelsson Kihlblom (ur. 24 czerwca 1970 w m. Köping) – szwedzka działaczka oświatowa, nauczycielka i polityk, od 2021 do 2022 minister szkolnictwa.

## Życiorys
Ukończyła studia prawnicze na Uniwersytecie w Uppsali, a także studia kształcące dyrektorów szkół na Uniwersytecie Sztokholmskim. Pracowała jako prawniczka zajmująca się prawem unijnym w prywatnej firmie, odpowiadała też za komunikację marketingową w przedsiębiorstwie informatycznym w Irlandii. Zatrudniona również jako nauczycielka oraz inspektor w Skolverket, szwedzkiej agencji do spraw edukacji. Była dyrektorką szkół Enskede Byskola w Sztokholmie, Ronnaskolan w Södertälje i szkoły podstawowej w gminie Haninge. Zyskała rozpoznawalność dzięki pojawieniu się w serialu dokumentalnym Rektorerna. Przedstawiono w nim proces odwrócenia słabych wyników kierowanej przez nią placówki Ronnaskolan i znacznej poprawy ocen uczniów tej szkoły. Wchodziła w skład rządowej komisji zajmującej się zmianami w szwedzkiej oświacie. W 2017 powołana na stanowisko dyrektora wydziału do spraw dzieci i edukacji w administracji gminy Nynäshamn.
W listopadzie 2021 z rekomendacji Szwedzkiej Socjaldemokratycznej Partii Robotniczej w nowo powołanym rządzie Magdaleny Andersson objęła urząd ministra szkolnictwa. Funkcję tę pełniła do października 2022.

## Życie prywatne
Lina Axelsson Kihlblom jest osobą transpłciową, po urodzeniu jej płeć została określona jako męska. Kilkuletni proces tranzycji płciowej, który objął m.in. operację korekty płci, rozpoczęła w wieku 19 lat. Informację o swojej transpłciowości ujawniła w wydanej w 2015 debiutanckiej książce pt. Kommer du tycka om mig nu? En berättelse om identitet.